# Austin K5
Il K5 era un autocarro per il trasporto pesante prodotto dalla Austin Motor Company durante la seconda guerra mondiale.
Il veicolo venne utilizzato quale traino per il cannone anticarro QF6 in Africa settentrionale. Per questo impiego era in configurazione con cabina aperta e cassone.
La versione GS (General Service) aveva la cabina chiusa. In Gran Bretagna venne realizzata anche una versione dotata di cabina completamente chiusa e destinata alle operazioni di salvataggio e recupero (SAR)